# Loxomitra kefersteinii
Loxomitra kefersteinii är en bägardjursart som först beskrevs av Jean Louis René Antoine Édouard Claparède 1867.  Loxomitra kefersteinii ingår i släktet Loxomitra och familjen Loxosomatidae. Inga underarter finns listade i Catalogue of Life.